# Auguste Auglay
Auguste Auglay, de son nom de naissance Louis Marie Augustin Lay, né à Toulouse le 6 juin 1876, et mort dans la même ville le 26 mars 1920, est un peintre et un affichiste français.

## Biographie

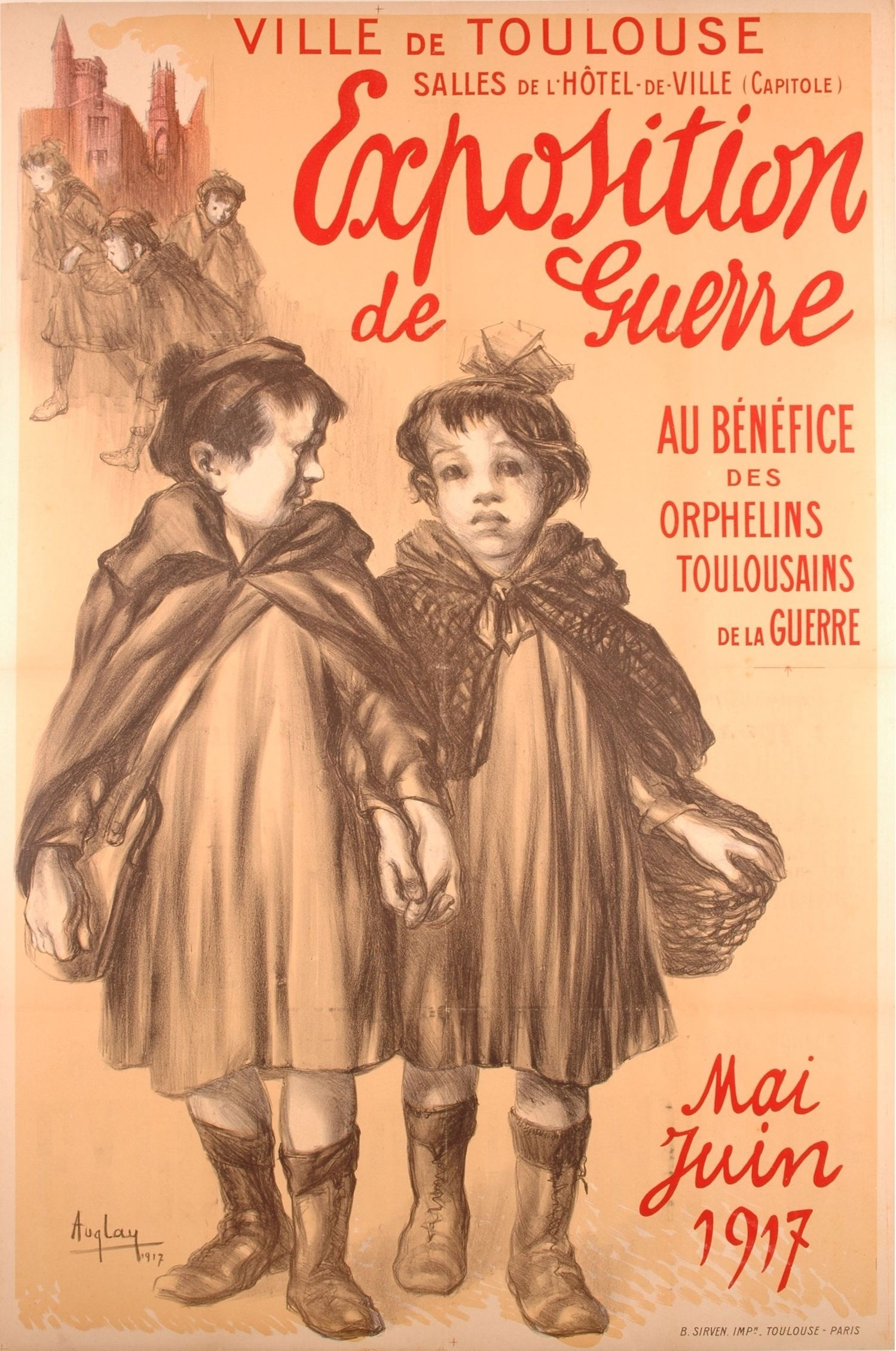
Affiche pour lExposition de guerre au bénéfice des orphelins toulousains de la guerre

Il exerce le métier peintre décorateur lors de son appel au service militaire en 1897.
Fils de coiffeur, il se désigne sous la qualité d'artiste peintre lors de son mariage à Toulouse en 1901.
Il vit à Paris de 1900 à 1915. Rappelé sous les drapeaux à la mobilisation générale d'août 1914, il est réformé pour raisons médicales en mars 1915.